# 拉迪斯内

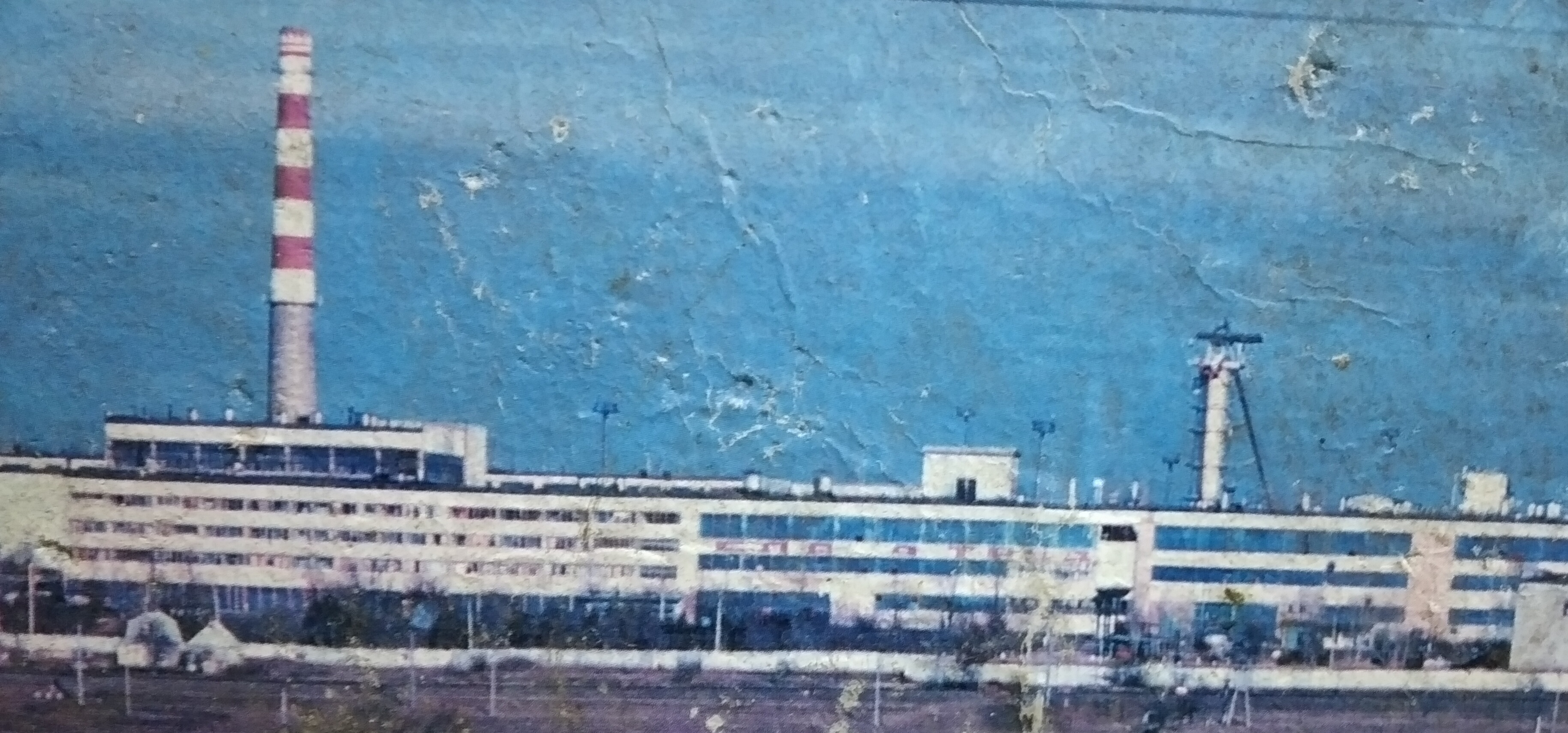
红兹纳姆扬卡制糖厂（2002年照片）

拉迪斯内（烏克蘭語：Радісне），是烏克蘭西南部敖德薩州贝雷济夫卡区兹纳姆扬卡市镇内的市級鎮。處於伊万尼夫卡西北面10公里，始建於1969年，面積1.82平方公里，2011年人口1,618，人口密度每平方公里889.01人。